# Giorgio Botto
Giorgio Botto (Savigliano, XVI secolo – Savigliano, 1630) è stato uno scultore e intagliatore italiano.

## Biografia
Giorgio Botto fece parte di una famiglia d'intagliatori piemontesi del XVII secolo, originari di Savigliano.
Non si posseggono molte informazioni riguardanti la vita privata e il percorso di formazione dell'artista Giorgio Botto.
I documenti storici riferiscono che Giorgio Botto fu attivo in Torino assieme al fratello Pietro Botto dal 1607, ma lavorarono anche in molte altre località, soprattutto nel cuneese, per la Confraternita della Misericordia di Savigliano.
Giorgio Botto lavorò alla Galleria di Carlo Emanuele I di Savoia nel 1611.
Assieme al fratello Pietro, nel 1629 realizzò stalli corali, banchi, confessionali per la chiesa di San Pietro di Savigliano.
Giorgio Botto probabilmente morì durante la pestilenza del 1630, perché di lui non si hanno più informazioni e notizie riguardanti la sua vita privata e la sua professione.
Giorgio Botto assieme al fratello Pietro 'primo scultore in legno' lavorò intensamente e con impegno alla decorazione della reggia, concretizzata nei soffitti della sala del trono e della sala del consiglio, oltre che a numerosi palazzi reali e nobili di Torino, Savigliano, Chieri e Cherasco,  tra i quali il Palazzo di San Giovanni, il Palazzo “Nuovo”, Il Valentino, la Vigna di Madama Reale.
Per conto della Casa Savoia i due fratelli realizzarono opere, quali mobili e cornici, soffitti intagliati e porte, candelabri e balaustre, rivestimenti di intere stanze ed apparati decorativi per feste e ricorrenze, ma anche pregevoli statue, come quelle, per il Cardinale Maurizio, del Beato Amedeo e di san Luigi di Francia.
Per quanto riguarda lo stile di Giorgio Botto, l'autorevole storica dell'arte Barbara Antonetto scrisse: «Lo stile di Giorgio Botto, come quello dei figli, fu influenzato da Pietro e si caratterizzò per il modello e la sensibilità tardo-manieristici. L'intaglio è ricchissimo e quasi sempre di elevata qualità tecnica, l'invenzione decorativa appare continuamente variata, e il risultato è fra i più significativi dell'arte dell'intaglio ligneo piemontese nel secolo XVII.»
Giorgio Botto ebbe due figli che proseguirono l'attività del padre: Giovanni Battista Botto e Secondo Antonio Botto.

## Opere
- Gesù Crocifisso, chiesa di San Pietro di Savigliano (1629);
- Statua della Vergine, chiesa di San Pietro di Savigliano (1629);
- Statua di San Giovanni, chiesa di San Pietro di Savigliano (1629);
- Coro ligneo barocco, chiesa di San Pietro di Savigliano (1629);
- Stalli corali, banchi, confessionali, chiesa di San Pietro di Savigliano (1629);
- Sculture e varie opere per i palazzi reali e nobili di Torino, Savigliano, Chieri e Cherasco.